# Хламидобактерии
Хламидобакте́рии (Chlamydobacteriaceae) — группа бактерий, состоящих из цилиндрических клеток, соединённых в нити, покрытые слизистой капсулой (влагалищем). Многие хламидобактерии способны откладывать во влагалищах гидроксид железа(II). Развитие хламидобактерий происходит в сточных водах, в трубах они могут образовывать наросты. Размножаются хламидобактерии с помощью подвижных или неподвижных конидий, которые после некоторого периода покоя прорастают непосредственно в длинные нити. К хламидобактериям относятся рода: Sphaerotilus, Leptothrix, Peloploca, Pelonema.